# Prisme anamorphique
« Prisme anamorphoseur » redirige ici. Pour les autres significations, voir Prisme anamorphoseur (homonymie).

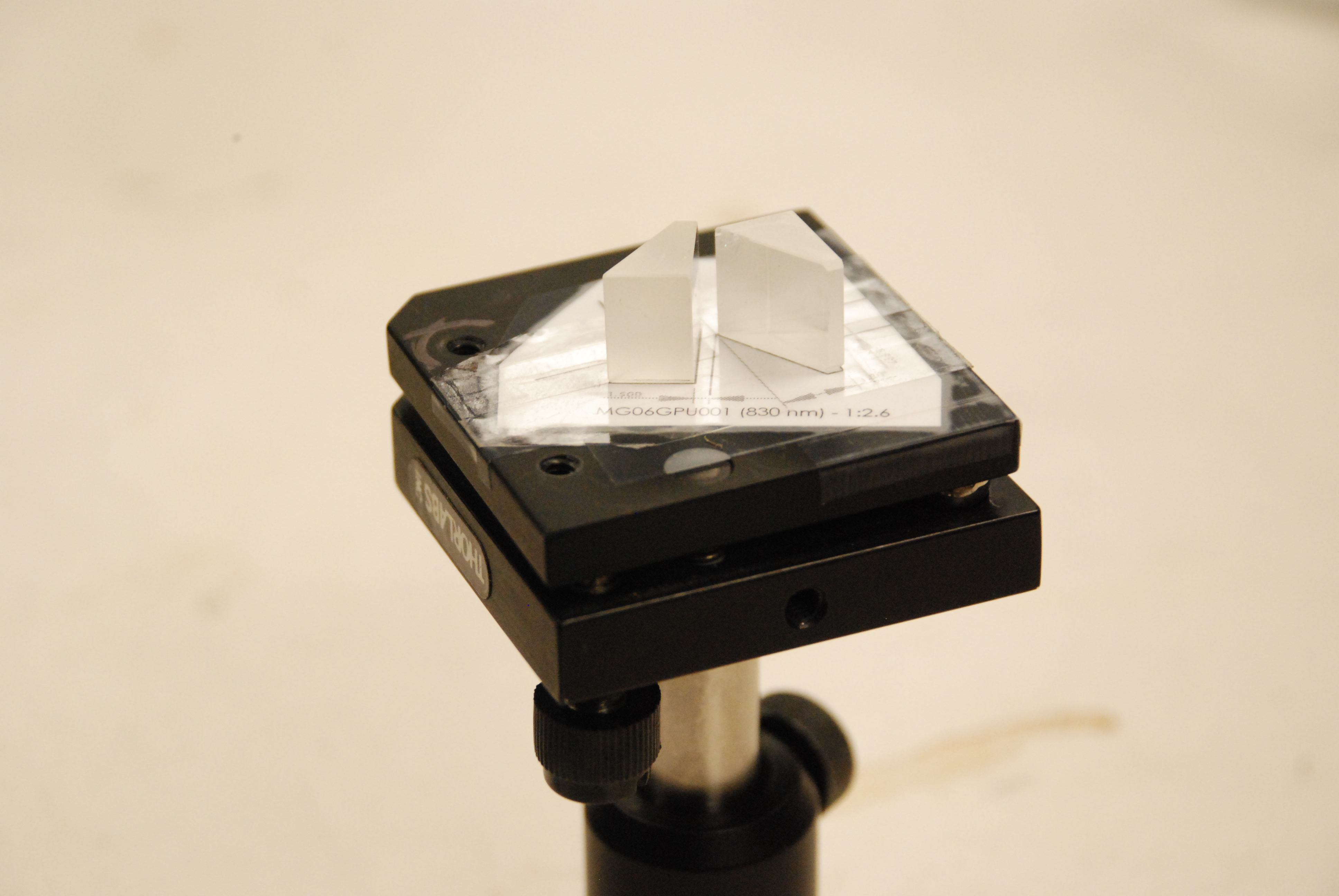
Paire de prismes anamorphiques utilisées en laboratoire d'optique atomique.

Un prisme anamorphique (parfois aussi appelé prisme anamorphoseur) est un système optique permettant de dilater ou de compresser un faisceau de lumière collimaté, dans une seule direction de l'espace. Il s'agit d'un outil étroitement lié au phénomène d'anamorphose.
Un seul prisme ayant également pour effet de changer la direction du faisceau, les prismes anamorphiques s'utilisent généralement par paires. Cet instrument a sur le faisceau un effet proche de celui d'un télescope à lentilles cylindriques, à la différence près qu'il ne focalise à aucun moment la lumière, ce qui le rend donc intéressant du point de vue de l'aberration.
Ce type de dispositif est généralement utilisé en physique des lasers pour corriger la symétrie des faisceaux; il est parfois utilisé pour des applications de l'optique à la médecine et dans certaines technologies cinématographiques.

## Histoire
Pour un article plus général, voir Anamorphose.
Le système anamorphique constitué d’une paire de prismes est généralement attribué à David Brewster. Il aurait en effet commencé à remplacer ses télescopes à lentilles cylindriques vers l’année 1835. L'anamorphose via lentilles cylindriques était cependant connue depuis plusieurs siècles et a notamment été utilisée en peinture au XVIe siècle.
Les recherches de Henri Chrétien pendant la Première Guerre mondiale mènent au brevet en 1926 de l'hypergonar, un anamorphoseur. Ce procédé d’imagerie n'a cependant été utilisé commercialement qu’autour des années 1950 par la 20th Century Fox sous l’appellation CinemaScope.

## Généralités

### Principe
Les prismes anamorphiques utilisent des réfractions à la surface de dioptres plans pour modifier le profil du faisceau.
Tous les prismes, lorsqu’ils sont utilisés à un angle différent de l’angle minimum de déviation, ont pour effet de changer dans une direction uniquement la taille du faisceau de rayons parallèles qui les traverse. En effet, un faisceau collimaté, de profil par exemple circulaire, est transformé en un autre faisceau collimaté, mais dont le profil est elliptique. Le faisceau est ainsi dilaté (ou comprimé) sur un seul des axes transverses, et l'autre axe est inchangé. Le grandissement dépend de l’angle au sommet du prisme, de l’indice de réfraction du verre et de l’angle d’incidence du rayon avec le premier dioptre
Un prisme est anamorphique pour tous les angles d'incidence, sauf l'angle minimum de déviation. En effet, dans ce cas, le chemin optique est symétrique : l’angle du rayon entrant dans le prisme et l’angle du rayon sortant du prisme sont égaux. Dans ce cas particulier, l’effet d’anamorphose s’annule.

### Intérêt des paires de prismes

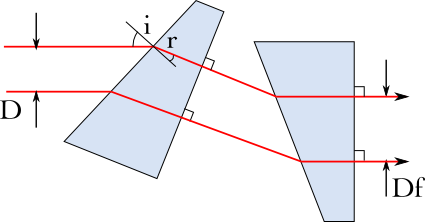
Paire de prismes anamorphiques.

Un seul prisme est en soi un système anamorphique, mais il change également la direction du faisceau. L’utilisation d’une paire de prismes permet d’éviter ce phénomène, puisque le faisceau sortant est parallèle au faisceau entrant. Les paires de prismes anamorphiques sont donc, comme la lame à faces parallèles, des translateurs de faisceau.

## Propriétés

### Grandissement pour un prisme unique

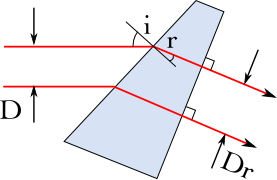
Anamorphisme créé par un prisme éclairé en lumière monochromatique.

Pour un prisme éclairé en lumière monochromatique et dont le rayon émergent est confondu avec la normale (le rayon est orthogonal au dioptre), la relation de grandissement entre le diamètre du faisceau incident D et le diamètre du faisceau émergent est:
{\displaystyle M={\frac {D_{\text{r}}}{D}}={\frac {\cos(r)}{\cos(i)}}}

### Grandissement pour une paire de prismes
Dans le cas d'une paire de prismes similaires au prisme précédent en configuration symétrique, le grandissement s'applique deux fois. Cette relation n'est vraie que si les rayons émergent des deux prismes en incidence normale. Dans ce cas, on a:
{\displaystyle M=M_{1}\times M_{2}=M^{2}}
Avec M1 et M2 les grandissements respectifs du premier et du second prismes.

## Aberrations
Pour concevoir un système anamorphique, les paires de prismes sont souvent préférées aux lentilles cylindriques pour des raisons d’aberrations. En effet, les aberrations augmentent lorsque la courbure des optiques diminue. Les rayons de courbure des faces sont eux-mêmes directement reliés aux longueurs focales. Ainsi, concevoir un télescope de petite dimension implique d’utiliser des lentilles de petites distances focales, donc de petites courbure, c’est-à-dire très aberrantes. Pour éviter les aberrations, la plupart des systèmes ayant besoin d’être compacts font appel à des prismes anamorphiques plutôt qu’à des lentilles cylindriques.

### Chromatisme
Lorsqu’un seul prisme est utilisé, le faisceau est dévié et le système introduit de l’aberration chromatique due à la dispersion. Pour annuler ces deux effets, il est possible d’utiliser deux prismes identiques l’un à la suite de l’autre, de manière que les deux effets se compensent. Dans ce cas, le faisceau sortant est décalé latéralement mais reste parallèle au faisceau incident.

### Astigmatisme
Contrairement aux télescopes à lentilles cylindriques, les prismes anamorphiques ne focalisent pas les rayons. En d’autres termes, lorsqu’un faisceau traverse un tel système, la courbure de son front d'onde n’est pas déformée. En conséquence, un tel système n'introduit pas d'astigmatisme, contrairement au télescope à lentilles cylindriques. Ainsi, il est impossible d'utiliser un tel système pour corriger, par exemple, l'astigmatisme d'une diode laser.

## Construction
Certaines paires de prismes anamorphiques sont constituées de manière à avoir une face à l’angle de Brewster et l’autre en incidence normale. De cette manière, une seule face (celle de l’incidence normale) a besoin d’être traitée antireflet, les pertes à l’autre face étant minimes lorsqu’on travaille en polarisation p. Dans cette configuration, le grandissement est égal à l’indice optique (ou à son inverse, en fonction du sens de passage de la lumière).
Les prismes anamorphiques sont commercialisés sous la forme de prismes à monter. En général, ils sont dans ce cas livrés avec une table donnant les angles et l’espace entre les prismes permettant ainsi d’obtenir toute une gamme de grandissements. Il est également possible de trouver des prismes montés, ils sont dans ce cas à grandissement fixe. Ils sont généralement encastrés dans une monture cylindrique, de sorte qu’elle puisse être précisément orientée par l’utilisateur.

## Applications

### Cinéma
Les prismes anamorphiques ont été couramment utilisés dans l’industrie du cinéma. En particulier, ils sont nécessaires pour imprimer une image au format 35 mm. Pour ce format, une paire de prismes anamorphique était nécessaire car la capture et la projection devaient être réalisées avec les mêmes caméras et projecteurs, pour des raisons de compatibilité.
Pour assurer la compatibilité, à la fois la caméra et le projecteur sont munis d’une paire de prismes anamorphiques. L’un comprime l’image avec un certain coefficient, et l’autre réalise la déformation inverse pour retrouver l’image initiale. C'est ce procédé qui a été développé par Henri Chrétien pendant la Première Guerre mondiale mais n’a été utilisé commercialement qu’autour des années 1950 par la 20th Century Fox.
Le système Technirama (en) commercialisé à la fin des années 1950 et se revendiquant comme une alternative au CinémaScope, est également un système anamorphique. Ce système fait appel à des prismes anamorphiques, mais ces prismes présentent de plus ses surfaces courbes.

### Correction d'images
Les prismes anamorphiques peuvent être utilisés pour corriger des images distordues linéairement. Par exemple, une image du sol prise depuis un avion, peut présenter un allongement selon la direction du mouvement de l’avion et cet effet peut être corrigé par anamorphose. Néanmoins, aujourd'hui, la distorsion est très facilement corrigeable par informatique.

### Physique des lasers
Les prismes anamorphiques sont fréquemment utilisés en physique des lasers pour transformer le profil du faisceau laser. L’utilisation de tels prismes permet d’allonger ou de rétrécir le profil dans une seule direction, ce qui permet par exemple de corriger un faisceau elliptique en un profil circulaire.
Les prismes anamorphiques sont fréquemment utilisés pour corriger les faisceaux issus de diodes laser. Une diode laser émet généralement de la lumière sous la forme d’une onde sphérique dont les directions x et y n’ont pas le même rayon de courbure. Cela se traduit par une divergence du faisceau différente pour les axes x et y. Il est possible de corriger cette divergence en faisant appel à deux lentilles cylindriques orthogonales entre elles, ou plus généralement une lentille classique suivie d’une lentille cylindrique. Cependant, la divergence étant corrigée, le faisceau a une section elliptique. Cette forme elliptique est généralement corrigée via le système anamorphique à deux prismes de Brewster.

### Lasers à excimère
D’autre part, les lasers à excimère sont généralement suivis de prismes anamorphiques. En effet, ces lasers issus de sources à semiconducteurs produisent un faisceau de forme rectangulaire qu’il est généralement pratique de transformer en section carrée.